# Sitanggoru
Sitanggoru is een bestuurslaag in het regentschap Padang Lawas Utara van de provincie Noord-Sumatra, Indonesië. Sitanggoru telt 613 inwoners (volkstelling 2010).